# Catena serena
Catena serena är en tvåvingeart som först beskrevs av Richter 1972.  Catena serena ingår i släktet Catena och familjen parasitflugor. Inga underarter finns listade i Catalogue of Life.